# Bánkút megállóhely
Bánkút megállóhely egy Békés vármegyei vasúti megállóhely Medgyesegyháza településen, a helyi önkormányzat üzemeltetésében. A település központjától mintegy 5 kilométerre keletre fekvő Bánkút településrész északi szélén található, közúti elérését a 4429-es útból kiágazó 44 342-es számú mellékút biztosítja. Az 1979-ben megállóhellyé lefokozott, eredetileg háromvágányos állomás felvételi épületét 2015 novemberében bontották le. 2013-2014 között a Szajol–Lőkösháza-vasútvonal felújítása során kibontott használt anyagokból megújult a peron és a vasúti pálya. 2017-ben az időjárás viszontagságaitól némi védelmet nyújtó utasváró pavilont kapott a megállóhely.

## Vasútvonalak
A megállóhelyet az alábbi vasútvonalak érintik:
- Kétegyháza–Újszeged-vasútvonal

## Kapcsolódó állomások
A megállóhelyhez az alábbi állomások vannak a legközelebb:
- Medgyesegyháza vasútállomás (Kétegyháza–Újszeged-vasútvonal)
- Kétegyháza vasútállomás (Kétegyháza–Újszeged-vasútvonal)

## Forgalom
| Járat        | Útvonal | Gyakoriság   |
| ------------ | --- | ------------ |
| személyvonat | Békéscsaba – Kétegyháza – Bánkút – Medgyesegyháza – Magyarbánhegyes – Mezőkovácsháza felső – Mezőkovácsháza – Végegyháza – Végegyháza alsó – Belsőkamaráspuszta – Mezőhegyes | 1-2 óránként |
| személyvonat | Békéscsaba – Kétegyháza – Bánkút – Medgyesegyháza – Magyarbánhegyes – Mezőkovácsháza felső – Mezőkovácsháza – Végegyháza – Végegyháza alsó – Belsőkamaráspuszta – Mezőhegyes – Csanádpalota – Nagylaki Kendergyár – Nagylak – Magyarcsanád – Apátfalva – Makó – Kiszombor megálló – Kiszombor – Deszk – Szőreg – Újszeged | Napi 2 pár   |